# Liebfrauenkirche (Brome)

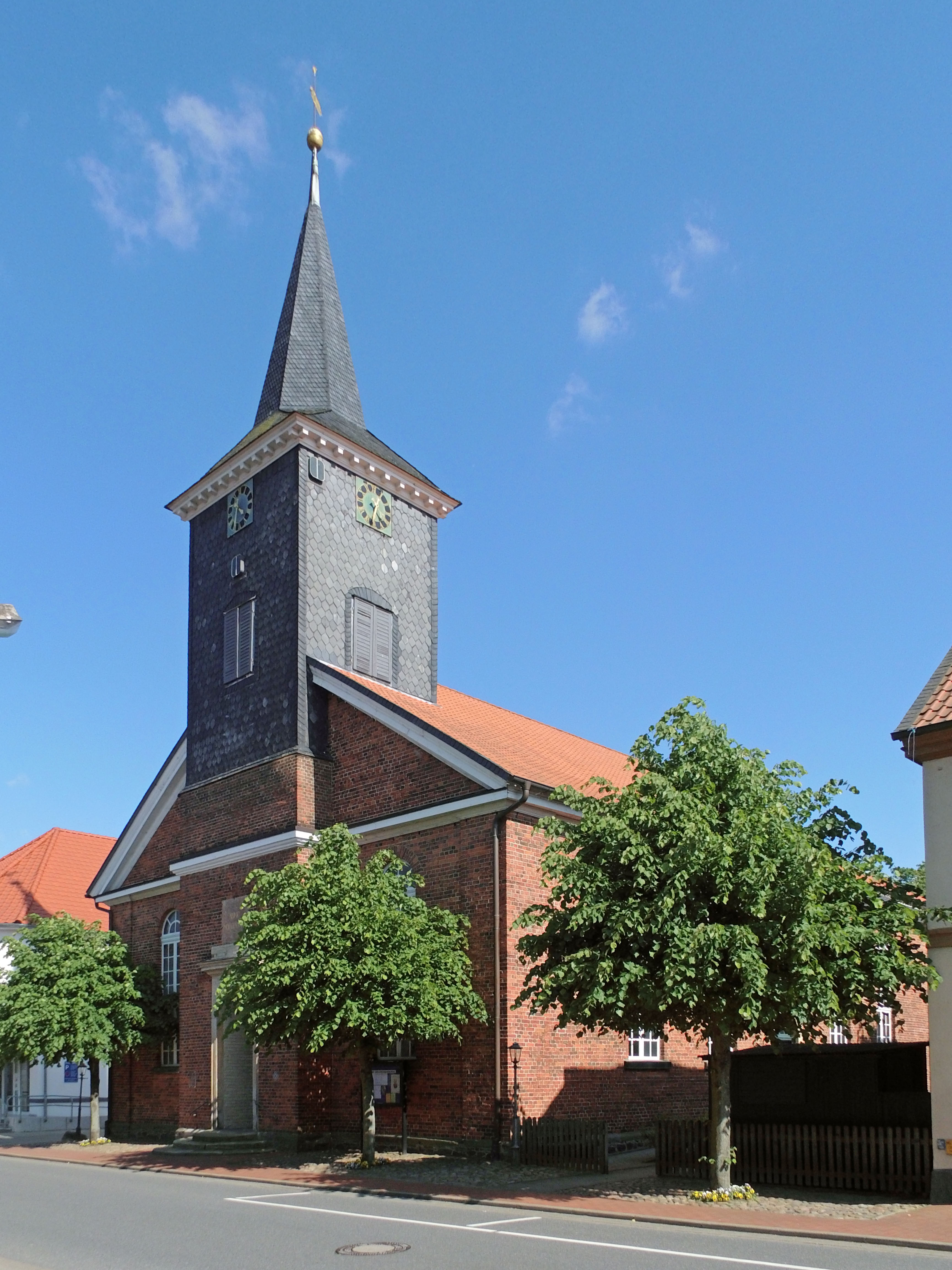
Liebfrauenkirche

Die evangelisch-lutherische denkmalgeschützte Liebfrauenkirche steht in Brome, einem Flecken im Landkreis Gifhorn in Niedersachsen. Die Kirchengemeinde Brome ist mit der Kirchengemeinde St. Michaelis von Ehra pfarramtlich verbunden. Sie gehören zum Kirchenkreis Wolfsburg-Wittingen im Sprengel Lüneburg der Evangelisch-lutherischen Landeskirche Hannovers.

## Beschreibung
Die mittelalterliche Kirche war im 18. Jahrhundert nicht mehr zweckentsprechend, sie galt als zu klein und war baufällig. Trotzdem wurden nur notdürftige Instandhaltungen durchgeführt. Nachdem die Kirche im Juli 1807 bei einem Brand bis auf die Grundmauern zerstört worden war, dauerte es lange, bis ein Neubau errichtet wurde. Der Entwurf der heutigen Kirche stammt von Konsistorialbaumeister Ludwig Hellner. Die Einweihung war am 4. Dezember 1842.
Die rechteckige Saalkirche mit fünf Achsen wurde in Nord-Süd-Ausrichtung gebaut. Der massive verschieferte Fassadenturm an der Nordseite der Kirche hat einen ins Achteck überführter spitzen Helm, an dem zwei Schlagglocken hängen. Der Helm wurde 1862 erneuert. Er ist bekrönt mit einer Turmkugel und einer Wetterfahne. In seinem Glockenstuhl hängen vier Kirchenglocken, die 1953 von Friedrich Wilhelm Schilling gegossen wurden.
Der Innenraum ist durch eine umlaufende Empore in drei Bereiche geteilt. Der mittlere Teil ist mit einem verputzten Spiegelgewölbe überspannt. 1926 wurde das Vestibül umgestaltet und mit einem Mahnmal für die Gefallenen des Ersten Weltkriegs ausgestattet. Zur Kirchenausstattung gehört ein Blockaltar. Das Altarretabel zeigt die Grablegung Christi. Die Kanzel über dem Altar ist zugleich Brüstung der Empore. Die 1675 vom Patron Friedrich von Bartensleben gestiftete Orgel wurde beim Brand der Kirche 1807 vollständig zerstört. 1842 erfolgte ein Neubau mit 14 Registern, die 1863 instand gesetzt und umdisponiert wurde, 1940 wurde sie umgebaut. Die heutige Orgel stammt von 1971.